# 利奇维尔 (北达科他州)
利奇维尔（英語：Litchville），是美国北达科他州下属的一座城市。根据2010年美国人口普查，该市有人口172人。